# 나파크구
나파크구(Napak)는 우간다의 구로 행정 중심지는 나파크이며 면적은 4,978.4km2, 인구는 197,700명(2012년 기준)이다. 행정 구역상으로는 북부 주에 속한다. 북서쪽으로는 아빔 구, 북쪽으로는 코티도 구, 북동쪽과 동쪽으로는 모로토 구, 남동쪽으로는 나카피리피리트 구, 남쪽으로는 카타퀴 구, 남서쪽으로는 아무리아 구, 서쪽으로는 오투케 구와 접한다.

## 같이 보기
- 북부주 (우간다)
- 우간다의 행정 구역